# Liste mittelamerikanischer Autoren

## Belize
- Angela Gegg (* 1979)
- Zee Edgell (1940–2020)

## Costa Rica
- Alfonso Chase (* 1944)
- Carlos Luis Fallas (1909–1966)
- Joaquín Gutiérrez Mangel (1918–2000)
- Carmen Lyra (1888–1949)
- Carmen Naranjo (1928–2012)

## El Salvador
- Manlio Argueta (* 1935)
- Berne Ayalá (* 1966)
- Juan José Cañas (1826–1918)
- Horacio Castellanos Moya (* 1957)
- Roberto Cea (* 1939)
- Roque Dalton (1935–1975)
- Claudia Lars (1899–1974)
- Javier Zamora (* 1990)

## Guatemala
- Miguel Angel Asturias (1899–1974)
- Otto René Castillo (1934–1967)
- Augusto Monterroso (1921–2003)

## Honduras
- Javier Abril Espinoza (* 1967)
- Ramón Amaya Amador (1916–1966)
- Eduardo Bähr (* 1940)
- Amanda Castro (* 1962)
- Argentina Díaz Lozano (1917–1999)
- Juan Ramón Molina (1875–1908)
- Rigoberto Paredes (1948–2005)
- Roberto Quesada (* 1962)
- Roberto Sosa (1930–2011)
- Froylán Turcios (1875–1943)
- Helen Umaña (* 1942?)

## Nicaragua
- William Agudelo Mejía
- Erick Aguirre (* 1961)
- Gioconda Belli (* 1948)
- Ernesto Cardenal (1925–2020)
- José Coronel Urtecho (1906–1994)
- Pablo Antonio Cuadra (1912–2002)
- Rubén Darío (1867–1916)
- Frank Galich (1951–2007)
- Ariel Montoya (* 1963)
- Joaquín Pasos (1914–1947)
- Sergio Ramírez (* 1942)
- Ernesto Sánchez Mejía (1923–1985)
- Alvaro Urtecho (1951–2007)
- Daysi Zamora (* 1950)

## Panama
- Joaquín Beleño (1922–1988)
- Rosa María Britton (1936–2019)
- Gloria Guardia (* 1940)
- Ricardo Miro (1883–1940)
- María Olimpia de Obaldía (1891–1985)
- José Luis Rodríguez Pittí (* 1971)
- Tristán Solarte (* 1924)
- Melanie Taylor (* 1972)